# 이토다정
이토다정(일본어: 糸田町 이토다마치[*])은 일본 후쿠오카현 중앙부에 있는 다가와군의 정이다.
후쿠오카현 중앙부, 지쿠호 지역의 북동부, 후쿠오카시에서 동쪽으로 약 50km, 기타큐슈시에서 남서쪽으로 약 40km, 이즈카시에서 동쪽으로 약 10km 떨어져 있어 거의 이즈카시와 다가와시의 중간에 위치한다. 동부는 분지로 이토다선·현도 420호선·주겐지강이 병행해 정역을 남북으로 가로지르고 있다. 이 주변부가 정의 중심지가 되어 있으며 정 서부는 오미 고개로 불리는 산지이다.

## 인접한 자치체
- 다가와시
- 이즈카시
- 다가와군 후쿠치정

## 역사
- 1889년 4월 1일 - 정촌제 시행으로 다가와군 이토다촌이 되었다.
- 1939년 1월 1일 - 정으로 승격되었다.

## 경제
지쿠호 지방의 다른 시정촌처럼 이전에는 정내에 탄광이 있어 석탄 산업이 경제를 지지하고 있었지만 현재는 탄광이 모두 폐광해 그 철거지를 공업단지로 활용해 경제 기반 유지를 도모하고 있다. 또 장미·양란·딸기·방울토마토 등의 원예 작물을 재배하고 있는 것 외에 특산물로 목공예품이 생산되고 있다.

## 교통

### 철도
- 헤이세이 지쿠호 철도 이토다선

### 도로
- 국도 201호선